# The Misses Finch and Their Nephew Billy
The Misses Finch and Their Nephew Billy è un cortometraggio muto del 1911. Il nome del regista non viene riportato nei credit del film.

## Trama
Priscilla, Prudence, Patricia e Patience Finch sono quattro mature signorine che, durante la visita di Billy, il loro nipote, vedono sconvolto il loro noioso tran tran quotidiano. Finisce che, durante una gita in barca, le quattro zitelle - dopo un ennesimo scherzo del nipote - cadono in acqua e vengono salvate dall'equipaggio di uno yacht che si trova nelle vicinanze. Il nipote, però, è irrefrenabile e fa sparire gli abiti delle zie messe ad asciugare. Le quattro Finch, per poter ritornare a casa, saranno costrette a indossare abiti maschili, provocando l'ilarità di chi le vede così conciate.

## Produzione
Il film fu prodotto dalla Vitagraph Company of America.

## Distribuzione
Distribuito dalla General Film Company, il film - un cortometraggio in una bobina - uscì nelle sale cinematografiche USA il 6 gennaio 1911.